# 黒門 (福岡市)
黒門（くろもん）は、福岡県福岡市中央区の町名。現行の行政地名は、黒門である。面積は7.10ヘクタール。2023年2月末現在の人口は2,193。郵便番号は810-0055。

## 地理
福岡市の都心部とされる中央区天神の西約2.5キロメートル、中央区の北西部に位置する。北で明治通りを挟んで唐人町と、東で大濠公園と、南で大濠と、西で今川と隣接する。町域内は主に住宅地として土地利用がなされている。北側の明治通りの沿線などには医院、金融機関、小規模な商業施設なども立地する。また、旧唐津街道が町内を通っており、歴史的な文化財も残っている。隣接する明治通りの地下には地下鉄が通っており、駅も近く、交通の利便性が高い。

### 河川
黒門には次の河川がある。
- 黒門川（黒門の東端、大濠池の排水路[注釈 1]）
- 菰川（黒門の西端、現在は暗渠で道路脇に「簗橋」の石碑などが残されている[注釈 2]。）

主な河川の写真
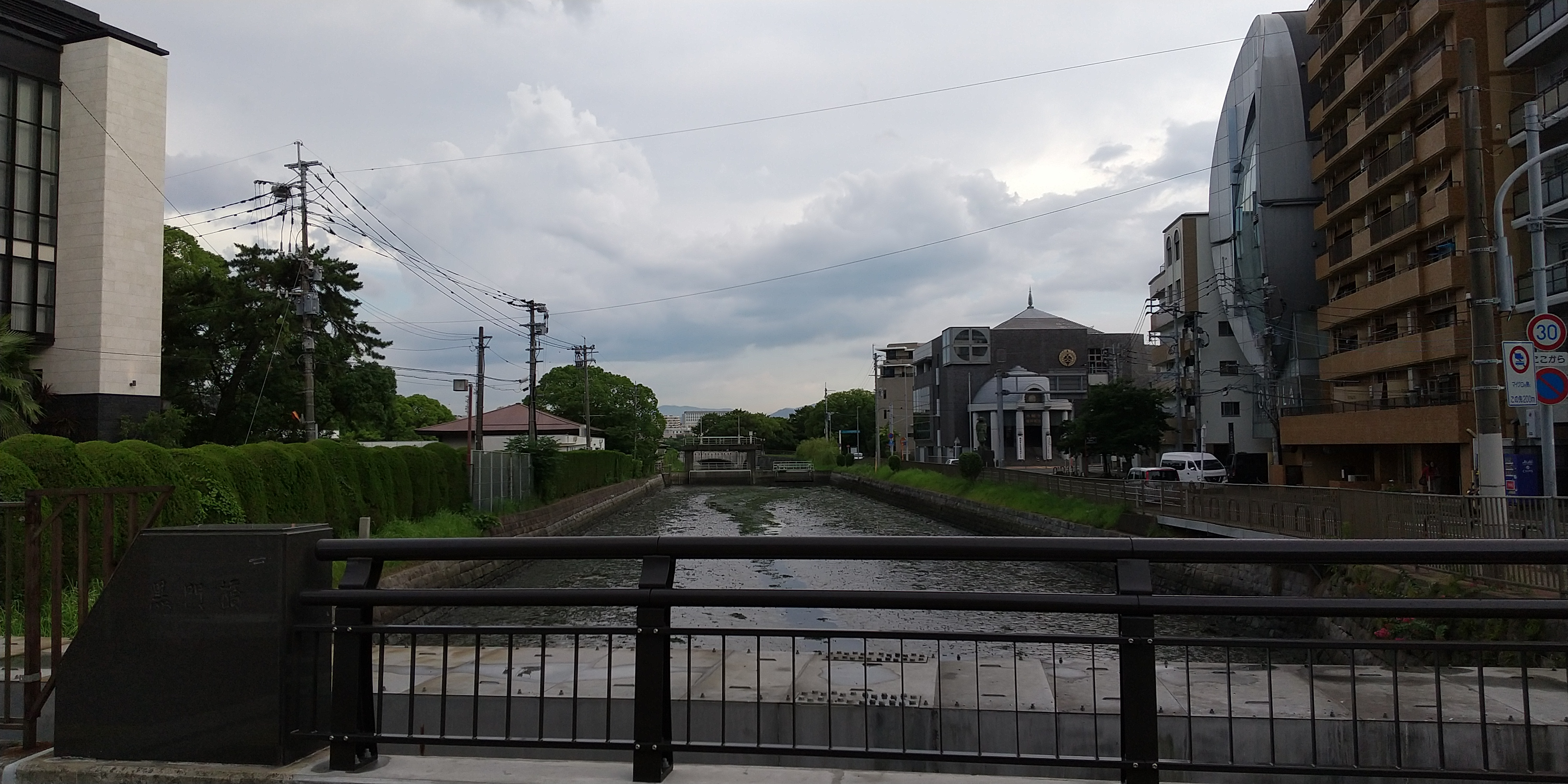
黒門川（明治通りの黒門橋より、左：大濠公園、右：黒門）
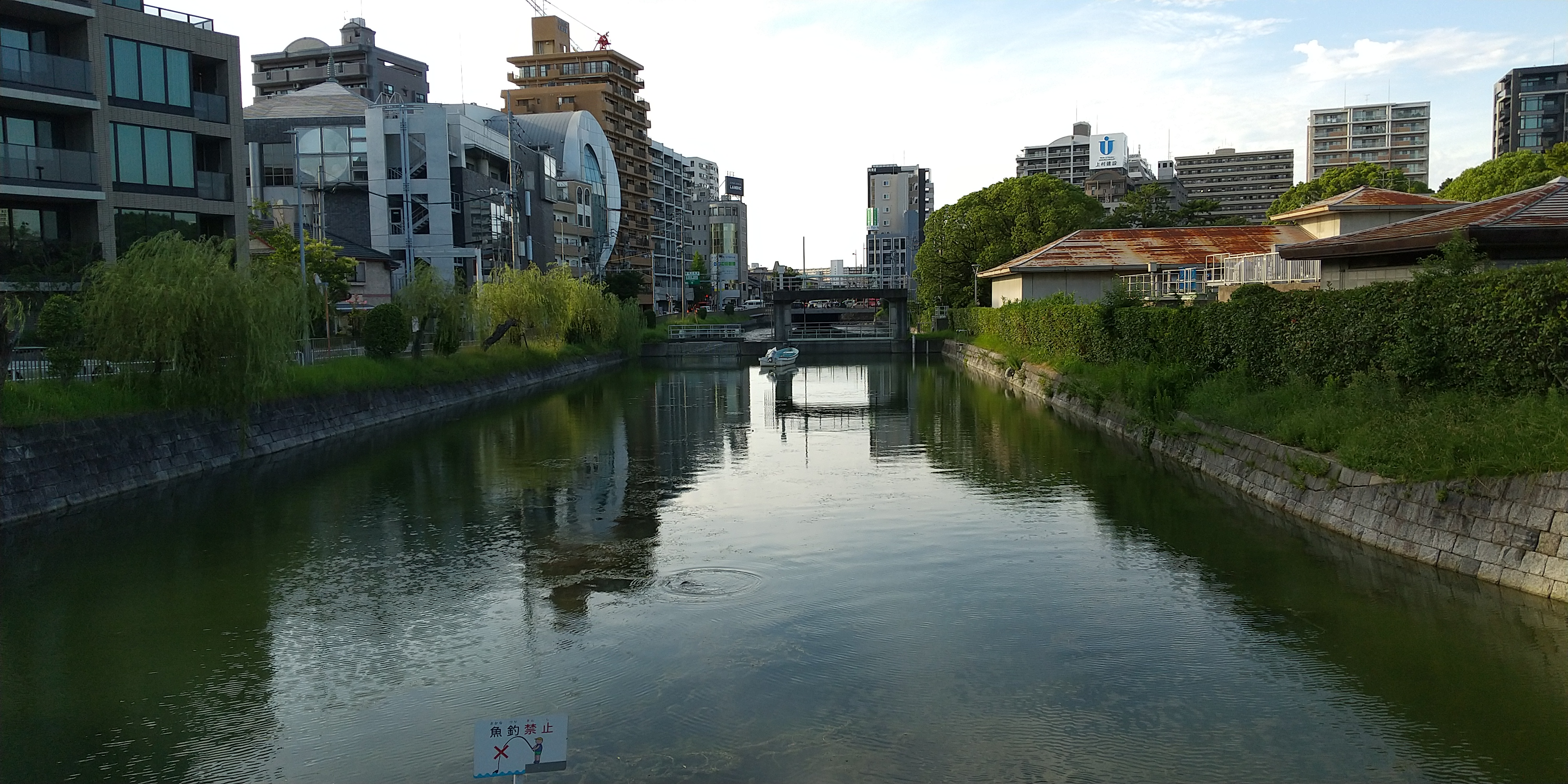
黒門川（大濠公園内の舞鶴橋より、左：黒門、右：大濠公園）
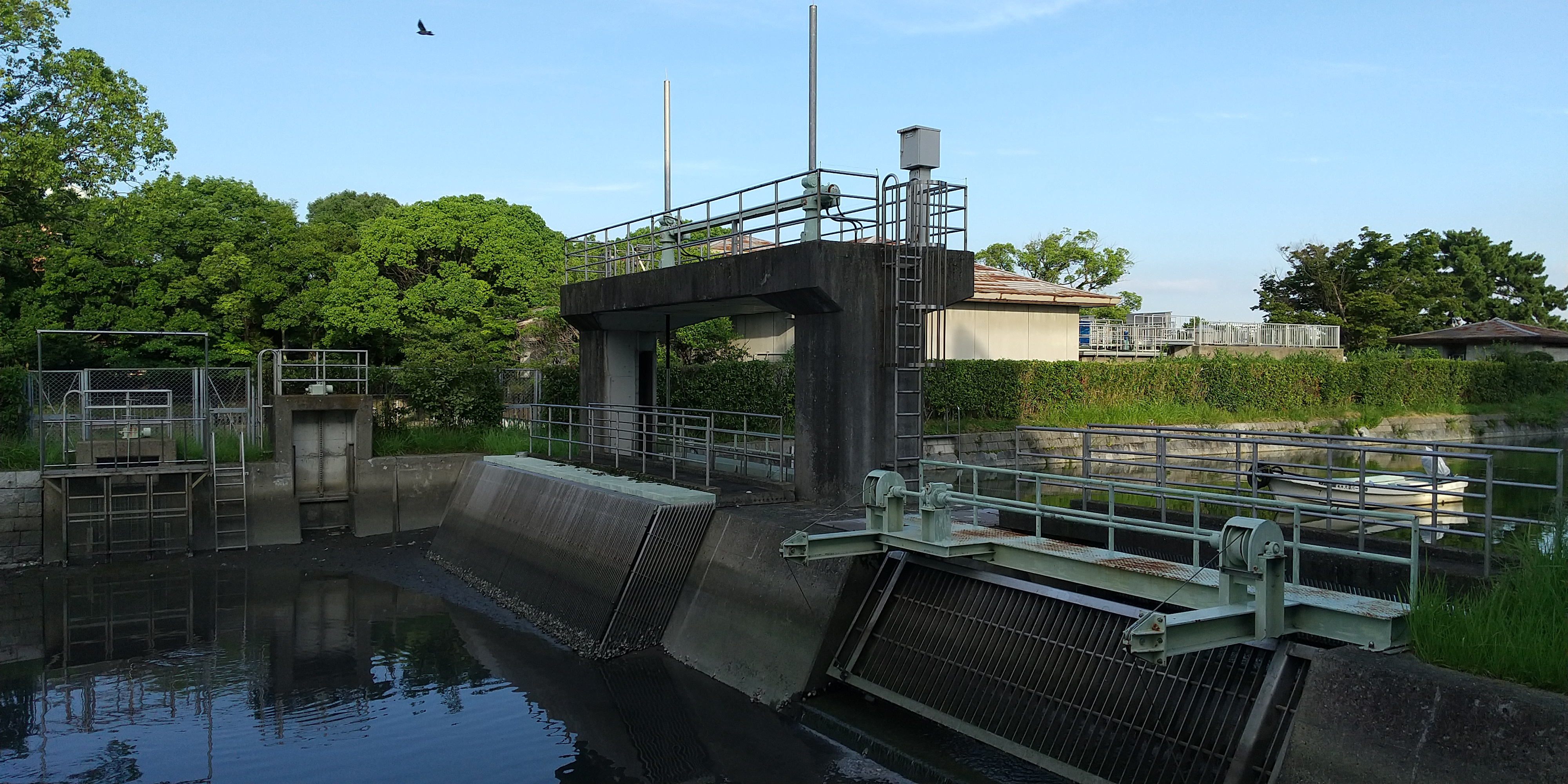
黒門川の水門
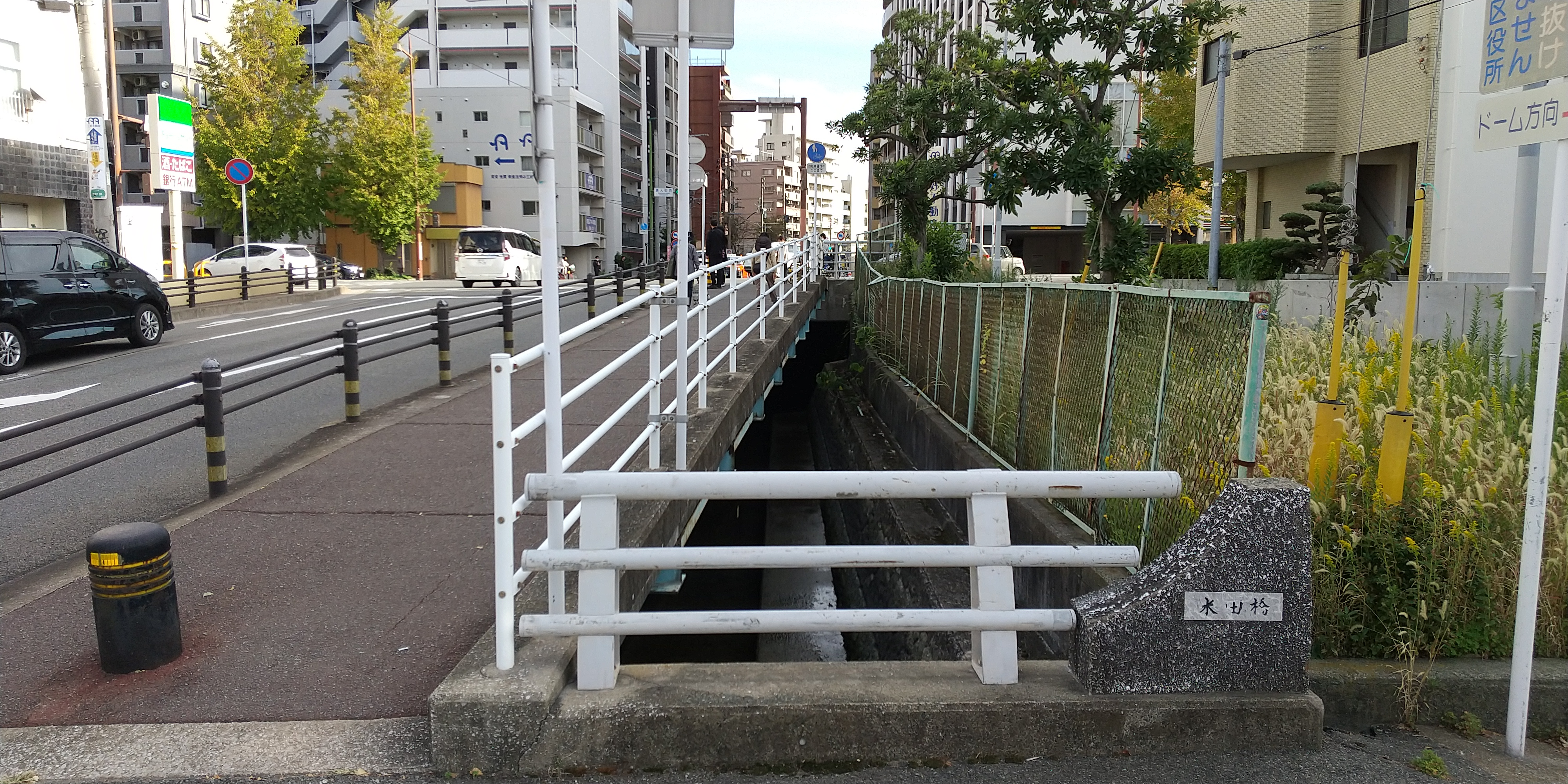
菰川、地行1327号線の南側（福岡市中央区、左：唐人町、黒門、右：地行、今川）

### 都市計画
都市計画に関しては、「福岡市都市計画マスタープラン」において、黒門地区は、中層住宅や高層住宅で形成される「中高層住宅ゾーン」に位置付けられ、良好な住環境の保全・形成や緑化の推進などがまちづくりの視点とされている。用途地域は、明治通りと黒門1242号線及び黒門1247号線とに挟まれた範囲並びに県道東油山唐人線の東側道路境界線から概ね30メートルの範囲は商業地域に指定されている。これ以外の範囲は第一種住居地域に指定されている。

## 語源
地名の「黒門」については、黒門川に架かる橋のたもとにあった福岡城の門名（呉門）に由来するという。

## 歴史

### 町域の変遷
現在の地名は、1963年（昭和38年）における住居表示の実施に伴う地名変更によって定められたものであり、その実施前後の地名は次表のとおりである。
| 住居表示実施後 | 実施年月日         | 住居表示実施前                           |
| -------------- | ------------------ | ---------------------------------------- |
| 黒門           | 1963年（昭和38年） | 福岡市新大工町・西唐人町・大濠町の各一部 |

## 人口
黒門の人口の推移を福岡市の住民基本台帳（公称町別）に基づき示す（単位：人）。集計時点は各年9月末現在である。
- 2001年（平成13年）：1,681
- 2002年（平成14年）：1,703
- 2003年（平成15年）：1,773
- 2004年（平成16年）：1,775
- 2005年（平成17年）：1,748
- 2006年（平成18年）：1,738
- 2007年（平成19年）：1,730
- 2008年（平成20年）：1,683
- 2009年（平成21年）：1,687
- 2010年（平成22年）：1,736
- 2011年（平成23年）：1,779
- 2012年（平成24年）：1,942
- 2013年（平成25年）：1,984
- 2014年（平成26年）：2,071
- 2015年（平成27年）：2,082
- 2016年（平成28年）：2,122
- 2017年（平成29年）：2,075
- 2018年（平成30年）：2,089
- 2019年（令和元年）：2,121
- 2020年（令和2年）：2,159
- 2021年（令和3年）：2,222
- 2022年（令和4年）：2,189

## 交通

### 道路
主な幹線道路は次の通り。

#### 県道
- 県道東油山唐人線

#### 市道
- 明治通り
- 大濠東油山線（福岡県道557号東油山唐人線と一部区間で重複）
- 黒門1245号線（旧唐津街道）

主な幹線道路
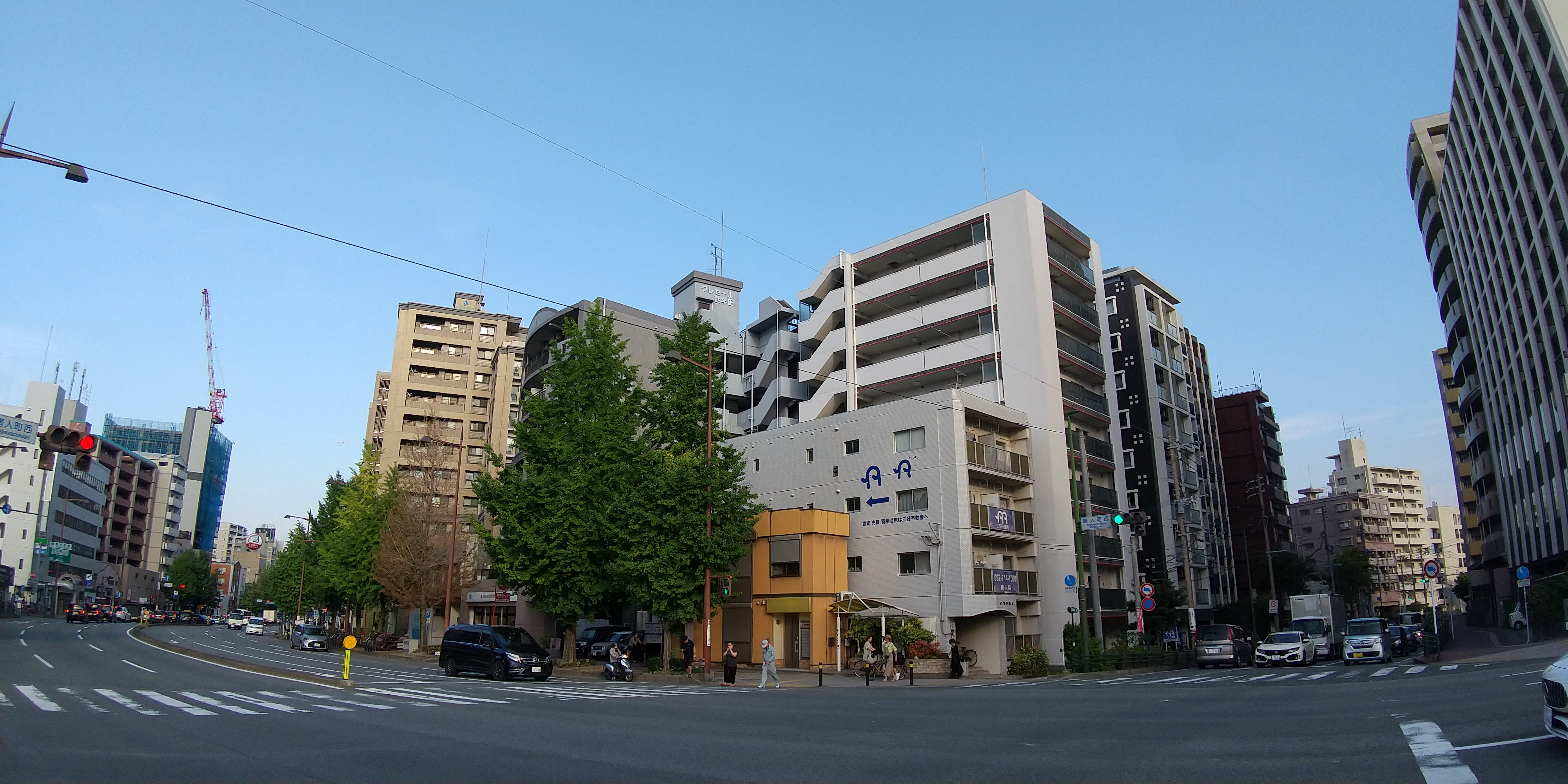
明治通り（唐人町西交差点の東側）

### 鉄道
鉄道については、福岡市交通局が運営する地下鉄の福岡市地下鉄空港線が地区の北側に通っており、黒門、唐人町、地行及び今川に跨る位置に次の駅がある。
- 唐人町駅

### バス
バスについては、西日本鉄道株式会社が運営する西鉄バスが運行しており、次の停留所がある。
- 明治通り沿い：唐人町（唐人町一丁目、黒門）、黒門（荒戸三丁目、大濠公園）

## 施設

### 公共・公益施設
- 黒門公民館[注釈 3]

公共・公益施設の写真
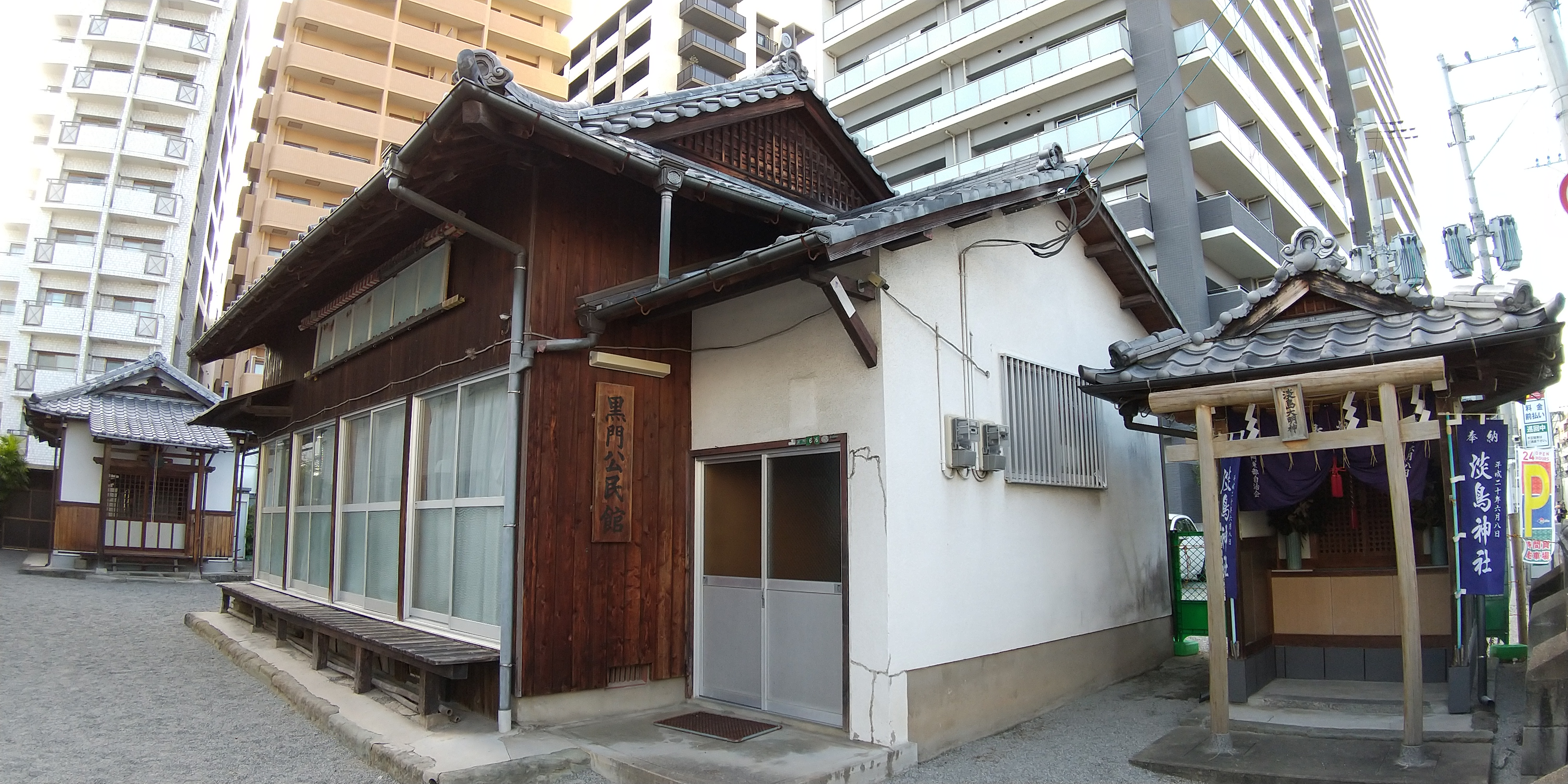
黒門公民館（黒門水導観音）

### 学校

#### 小・中学校
町内に学校は存在しないが、校区については、小学校区、中学校区についてそれぞれ次の学校の校区に属する。
- 小学校：福岡市立当仁小学校（とうにんしょうがっこう、唐人町三丁目1番45号）
- 中学校：福岡市立当仁中学校（とうじんちゅうがっこう、福浜二丁目7番1号）

#### 専門学校
- 大村美容ファッション専門学校[注釈 4]

学校の写真
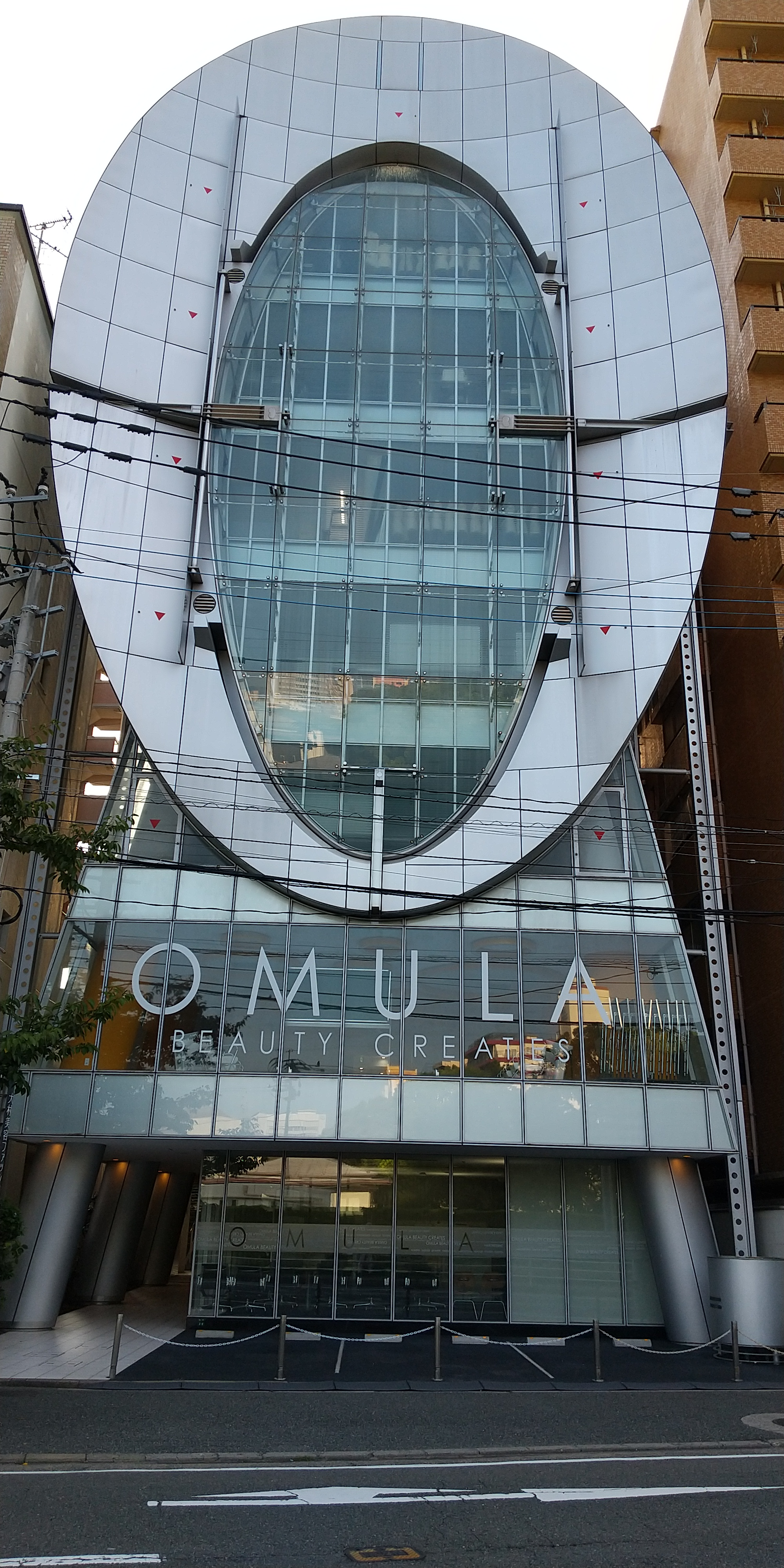
大村美容ファッション専門学校
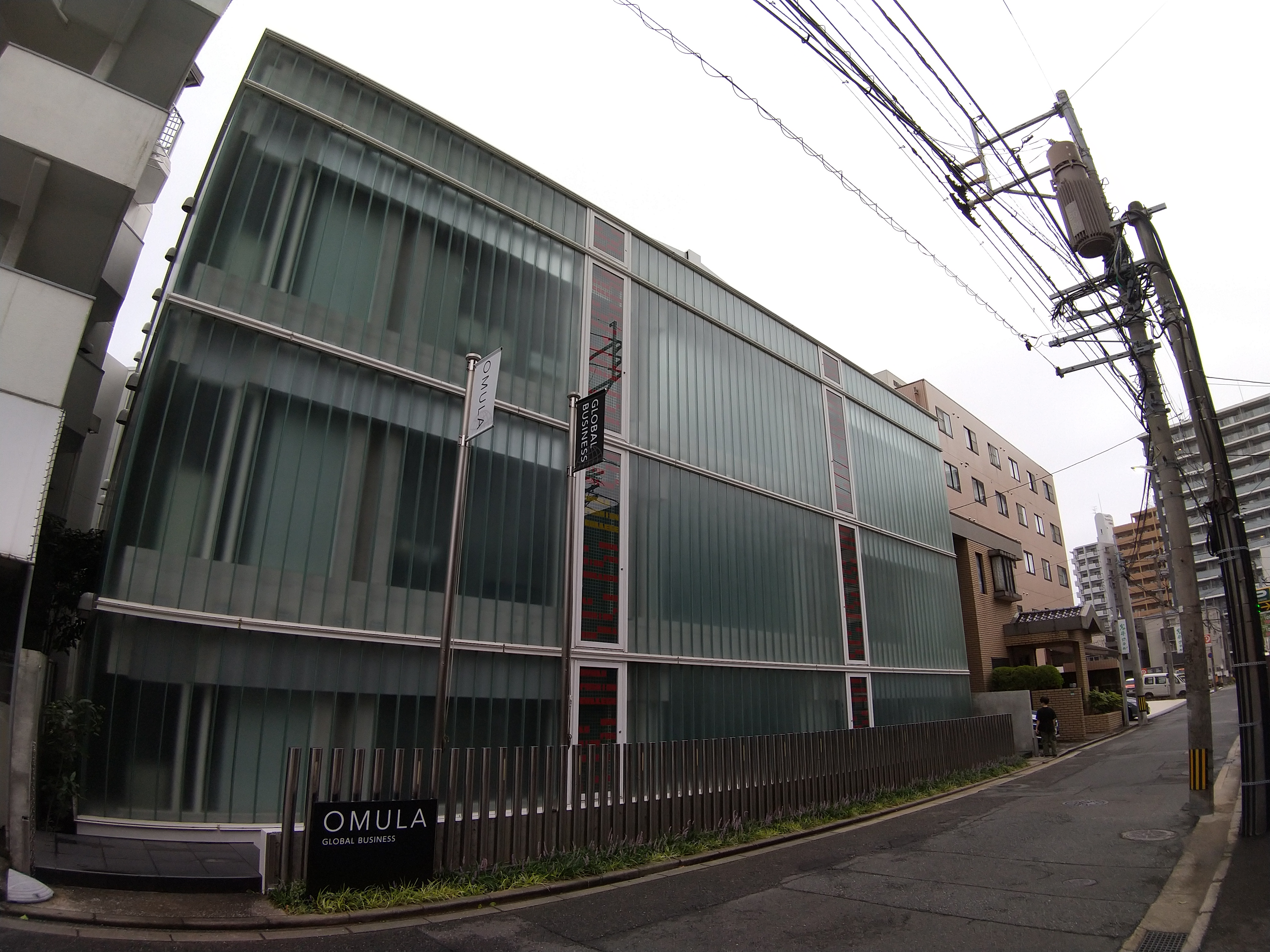
大村美容ファッション専門学校4号館(別館)

### 金融施設
- 福岡銀行黒門支店[注釈 5]
- 福岡県信用保証協会大濠支所[注釈 6]

### 商業施設
町内北側の明治通りの沿線（商業地域）や旧唐津街道の沿線には商業施設等が立地する。

### その他の施設
- 日本ロリータ協会（Japan Lolita Association）[注釈 7]
- 本願寺福岡教堂[注釈 8]

その他の施設の写真
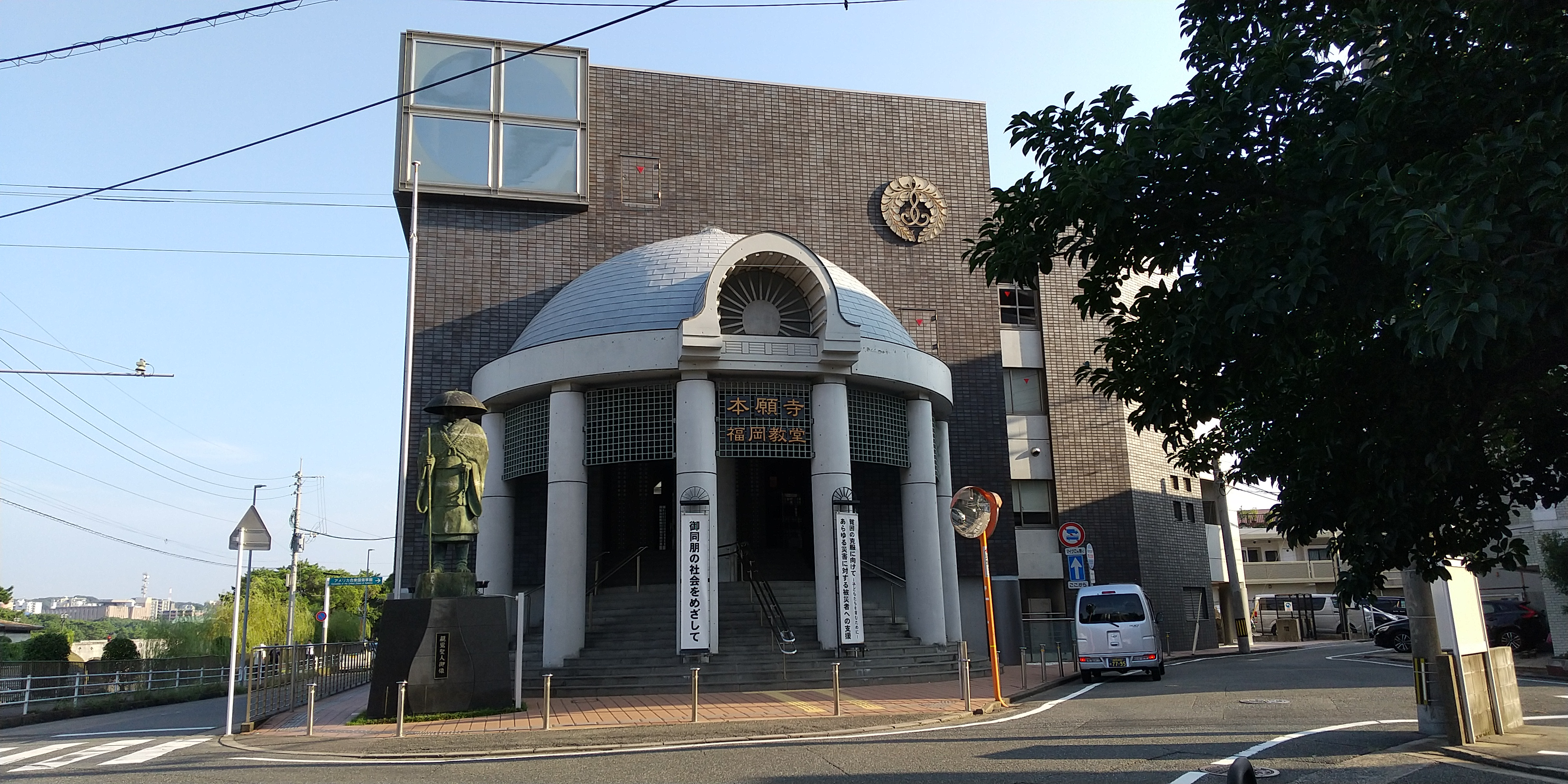
本願寺福岡教堂

## 名所・旧跡
- 黒門水導観音（くろもんみずひきかんのん）[注釈 9]
- 馬頭観音（ばとうかんのん）[注釈 10]
- 簗橋（やなはし）の石碑[注釈 11]

主な名所・旧跡
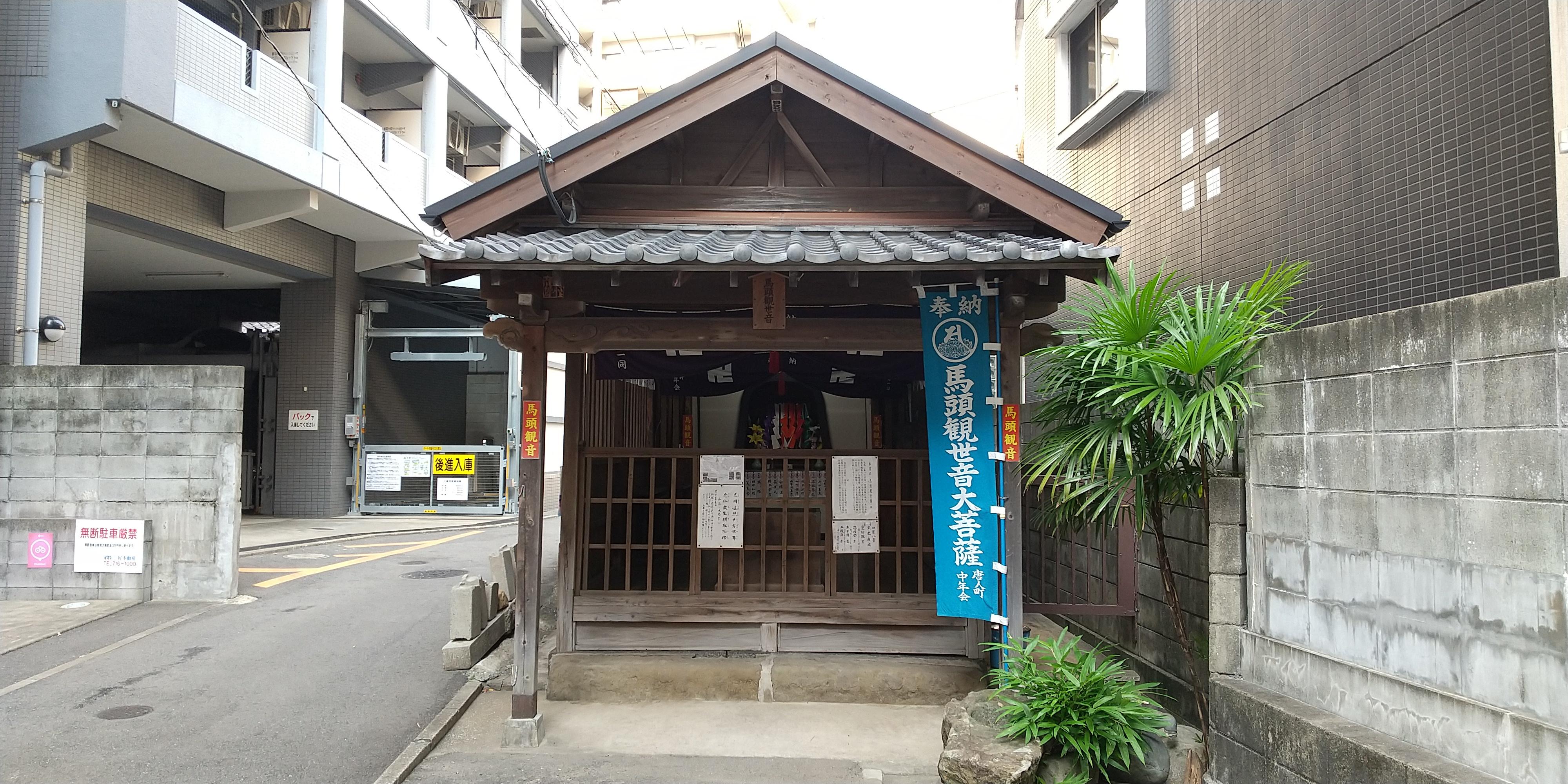
馬頭観音
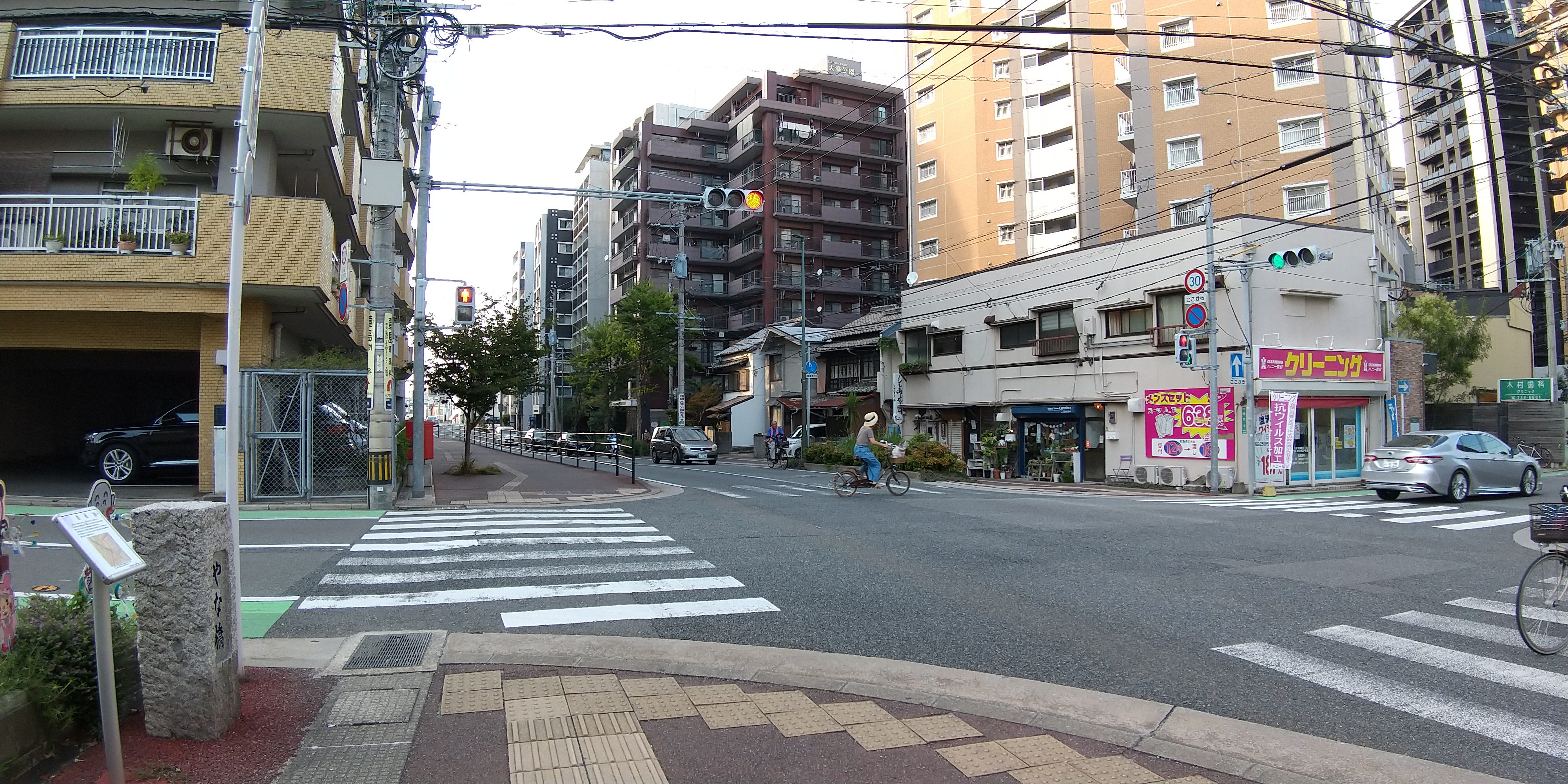
簗橋の石碑